# Lieutadès
Lieutadès ist ein zentralfranzösischer Ort und eine Gemeinde mit 171 Einwohnern (Stand: 1. Januar 2022) im Département Cantal in der Region Auvergne-Rhône-Alpes. Die Gemeinde gehört zum Arrondissement Saint-Flour und zum Kanton Neuvéglise-sur-Truyère. Die Einwohner werden Capujadous genannt.

## Lage
Lieutadès liegt etwa 23 Kilometer südsüdwestlich von Saint-Flour. Der Fluss Truyère begrenzt die Gemeinde im Norden. Im Nordosten mündet der Zufluss Lévandès mit seinem Zufluss Tailladès in die Truyère. Das Gemeindegebiet gehört zum Regionalen Naturpark Aubrac. Umgeben wird Lieutadès von den Nachbargemeinden Sainte-Marie im Norden, Espinasse im Norden und Nordosten, Jabrun im Osten, Lacalm im Süden sowie Cantoin im Westen.

## Bevölkerungsentwicklung
| Jahr                       | 1962 | 1966 | 1975 | 1982 | 1990 | 1999 | 2006 | 2019 |
| Einwohner                  | 406  | 363  | 288  | 287  | 252  | 225  | 220  | 156  |
| Quellen: Cassini und INSEE |      |      |      |      |      |      |      |      |

## Sehenswürdigkeiten

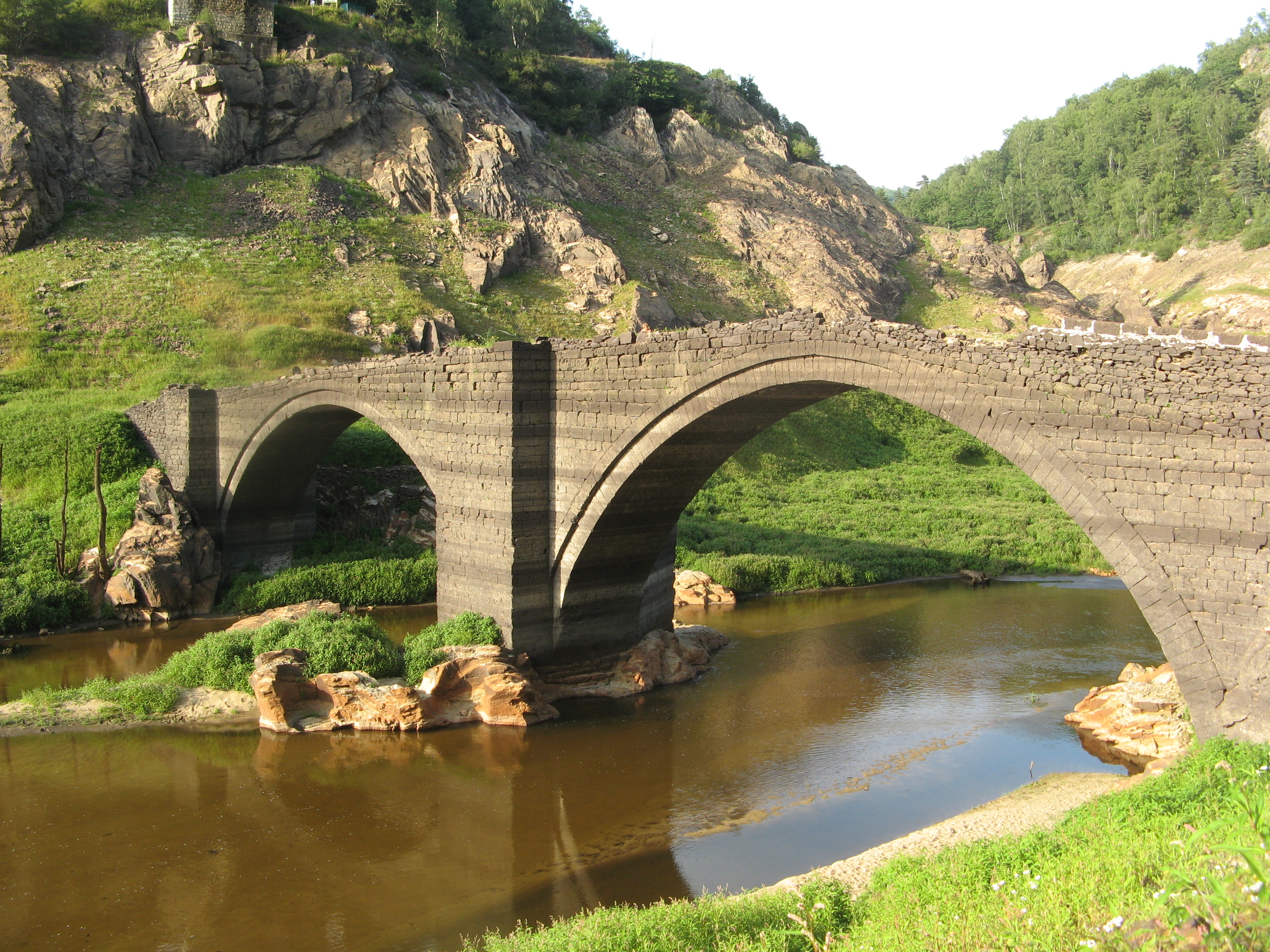
Brücke von Tréboul über die Truyère

- Menhir
- Kirche Saint-Martin
- Brücke von Tréboul
- Dolmen von Mazes